# Only a Northern Song
«Only a Northern Song» (en español «Solo una Canción del Norte») es una canción de The Beatles escrita por George Harrison. Fue grabada en 1967 durante las sesiones del álbum Sgt. Pepper's Lonely Hearts Club Band pero fue omitida de este. Aparece por primera vez en la película Yellow Submarine de 1968 y fue publicada oficialmente en su undécimo álbum, Yellow Submarine de 1969.
El título está inspirado en la Northern Song Ltd, una empresa de publicación de música formada en 1963 para explotar las composiciones de la dupla Lennon/McCartney. La compañía fue vendida en 1965, pero John Lennon y Paul McCartney poseían un 15% de acciones mientras Harrison era propietario sólo de un 0.8%. Harrison era contratado por la compañía como compositor y mantuvo sus derechos de autor, pero Lennon y McCartney al ser accionistas mayoritarios, recibían más ganancias por sus composiciones y George recibía menos por las suyas. La canción refleja su insatisfacción con la discográfica y en particular con su principal accionista Dick James. La letra también sugiere el poco entusiasmo que sentía por la banda, sobre todo después de su último concierto en Candlestick Park en 1966.

## Instrumentación[3]
- George Harrison – voz, órgano (Hammond L-100), efectos de sonidos y ruidos.
- John Lennon – piano (Steinway Vertegrand), glockenspiel, efectos de sonidos y ruidos.
- Paul McCartney – bajo (Rickenbacker 4001s), trompeta, efectos de sonidos y ruidos.
- Ringo Starr – batería (Ludwig Super Classic).